# Вареш
Вареш (босн. , серб. и хорв. Vareš / Вареш) — город, центр одноимённой общины в центральной части Боснии и Герцеговины. Расположен в 45 километрах от Сараево. Административно является частью Зеницко-Добойского кантона Федерации Боснии и Герцеговины.

## Население

### 1971 год
- Всего — 23,523 (100 %)
- Хорваты — 11,134 (47,33 %)
- Босняки — 6,631 (28,18 %)
- Сербы — 5,166 (21,96 %)
- Югославы — 307 (1,30 %)
- Другие — 285 (1,23 %)

### 1991 год

#### Община
- Всего — 22,203 (100 %)
- Хорваты — 9,016 (40,60 %)
- Босняки — 6,714 (30,23 %)
- Сербы — 3,644 (16,41 %)
- Югославы — 2,071 (9,32 %)
- Другие — 758 (3,44 %)

#### Город
- Всего — 5,888 (100 %)
- Хорваты — 3,035 (51,54 %)
- Босняки — 1,068 (18.13 %)
- Югославы — 859 (14,58 %)
- Сербы — 627 (10,64 %)
- Другие — 299 (5,07 %)

### 2001 год
- Всего — 13,293 (100 %)
- Босняки — 9,700 (73 %)
- Хорваты — 3,500 (26,3 %)
- Сербы — 56 (0,4 %)
- Другие — 37 (0,3 %)

## Достопримечательности
- Церковь Покрова Пресвятой Богородицы — православная.
- Церкви Святого Михаила (старая и новая) — католические.